# Concejo de Bucaramanga
El Concejo de Bucaramanga es un cuerpo colegiado conformado por 19 representantes de los diferentes sectores de la ciudad. su principal función es ejercer el control político en la administración municipal. Actualmente el consejo está así:

Consejo de Buacaramanga

     Cambio Radical: 3 seats     Partido Liberal: 3 seats      Alianza Verde: 2 seats      Centro Democrático: 2 seats      Unión por la gente: 2  seats      ASI: 1 seat      MAIS: 1 seat      Clj: 1 seat      Conservador-Mira: 1 seat      Pacto Histórico: 1 seat      ADA: 1 seat     Dignidad Santandereana: 1 seat

## Concejo Municipal periodo 2023 - 2027
| Partido                                  | Curules |
| ---------------------------------------- | ------- |
| Partido Cambio Radical                   | 3       |
| Partido Liberal Colombiano               | 3       |
| Alianza Verde (Colombia)                 | 2       |
| Centro Democrático (Colombia)            | 2       |
| Partido de la Unión por la Gente         | 2       |
| Alianza Social Independiente             | 1       |
| Partido Conservador Colombiano - MIRA    | 1       |
| Pacto Histórico                          | 1       |
| Juntos Por Bucaramanga                   | 1       |
| Movimiento Alternativo Indígena y Social | 1       |
| Alianza Democrática Amplia               | 1       |
| Dignidad Santandereana                   | 1       |